# Ludwig Gehre
Ludwig Gehre (5 de octubre de 1895 - 9 de abril de 1945) fue un oficial y combatiente de la resistencia involucrado en la preparación del intento de asesinato de Adolf Hitler.

## Biografía
Gehre nació en Düsseldorf, Alemania. Poco se conoce de sus primeros años en su hogar paterno, ni de la educación que recibió. La primera referencia de Gehre aparece como director de una contratista de construcción. En 1928, publicó un estudio sobre Clausewitz; para ese tiempo se supone que había iniciado su carrera como oficial en el Reichswehr.

## Contacto con los conspiradores
Al inicio de la Segunda Guerra Mundial, Gehre estaba activo como Capitán en el Abwehr que se había formado para deponer el régimen Nazi y poner fin a la guerra. Este círculo incluía a Canaris, al General Ludwig Beck, Hans von Dohnanyi, Hans Oster y Dietrich Bonhoeffer, así como a Gehre.
Para marzo de 1943, Gehre estaba al tanto de los preparativos bajo Henning von Tresckow para asesinar a Hitler. En enero de 1944, fue arrestado Helmuth James Graf von Moltke, y en marzo de 1944 Gehre también fue apresado por la Gestapo. Gehre, sin embargo, pronto pudo huir y desapareció.

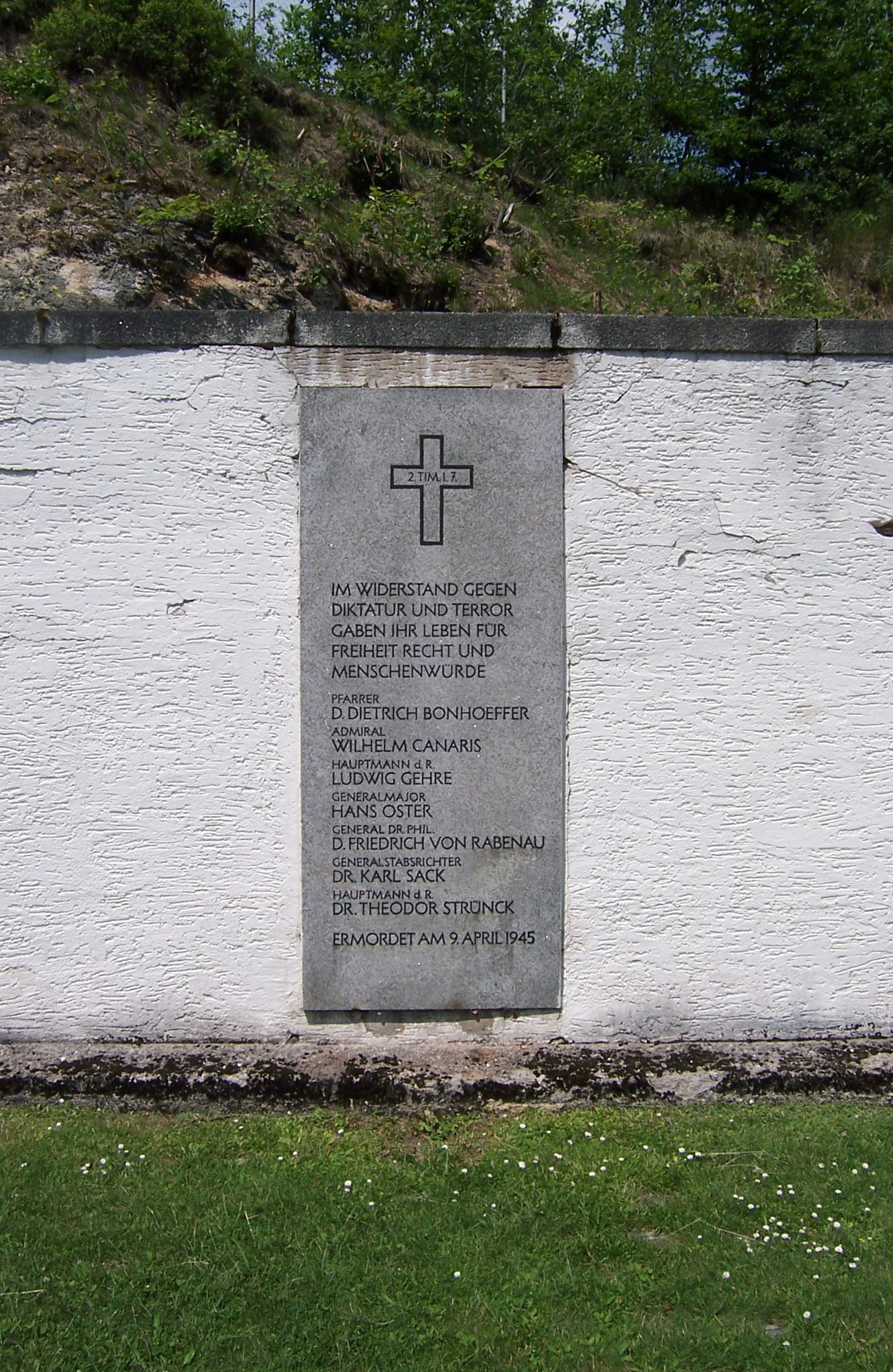
Memorial en el lugar de ejecución en Flossenbürg.

Tras el fracaso del intento de asesinar a Hitler el 20 de julio de 1944, la búsqueda de Gehre se intensificó. Gehre, junto con su esposa, permanecieron escondidos durante varias semanas. Los hermanos Hans y Otto John proporcionaron refugio adicional. Cuando Gehre se dio cuenta de que estaba a punto de ser descubierto por la Gestapo el 2 de noviembre, disparó a su mujer y después dirigió el arma contra sí mismo. Aunque quedó gravemente herido, sobrevivió.
El 3 de febrero de 1945, el edificio de la Oficina Central de Seguridad del Reich en la Prinz-Albrecht-Straße, Berlín, fue destruida. Gehre, junto a Bonhoeffer, fue enviado al campo de concentración de Buchenwald. De ahí, fue puesto en un transporte de las SS para detenidos especiales y el 5 de abril fue encarcelado en el campo de concentración de Flossenbürg. El 9 de abril de 1945, después de una corte marcial de las SS, Gehre y Bonhoeffer junto con el Almirante Wilhelm Canaris, el General Hans Oster, el General Karl Sack y el Capitán Theodor Strünck fueron ejecutados en la horca en Flossenbürg.
En 1946, los individuos que participaron en la corte marcial fueron llevados ante la justicia por asesinato. Sin embargo, Otto Thorbeck, el presidente oficial, fue exonerado después de apelación. La decisión fue rescindida por la Corte de Estado de Berlín en 1996.